# 尚·維果
让·維果（Jean Vigo，1905年4月26日—1934年10月5日）是一位法國電影導演，诗意现实主义运动的开创者之一，對於法國電影的法國新浪潮運動影響相當巨大，也是一位電影史上相當重要的導演。

## 作品
- 1930年：《尼斯印象》（À propos de Nice）
- 1931年：《游泳冠軍塔里斯》（Taris, roi de l'eau）
- 1933年：《操行零分（法语：Zéro de conduite (film)）》（Zéro de conduite）
- 1934年：《亞特蘭大號》（L'Atalante）

## 外部連結
- Jean Vigo在互联网电影资料库（IMDb）上的資料（英文）
- Senses of Cinema: Great Directors Critical Database（页面存档备份，存于）